# List o pielgrzymowaniu do miejsc związanych z historią zbawienia
List o pielgrzymowaniu do miejsc związanych z historią zbawienia – list papieża Jana Pawła II podpisany 29 czerwca 1999, w 21. roku jego pontyfikatu.
List został wystosowany z okazji zbliżającego się wówczas Jubileuszu Roku 2000. Nawiązuje do wymiaru wewnętrznego zewnętrznych przedsięwzięć religijnych, o którym mowa była we wcześniejszych wystąpieniach: liście apostolskim Tertio millennio adveniente i bulli ogłaszającej jubileusz Incarnationis mysterium. Jan Paweł II zapowiedział w liście zamiar przedsięwzięcia pielgrzymki jubileuszowej do miejsc świętych Kościoła katolickiego. 
Papież uzupełnił w liście refleksję z Tertio millennio adveniente ukazującą na tle historii zbawienia fundamentalne znaczenie pojęcia czasu. Podejmuje też temat świętej przestrzeni – pomiędzy bałwochwalstwem, a wykorzystaniem określonych miejsc do celów kultowych zgodnie z boskim zamysłem. 
Jan Paweł II wskazuje miejsca, które chciałby odwiedzić, a które uznał za najważniejsze z punktu widzenia Starego i Nowego Testamentu. Są to: Ur Chaldejskie, góra Horeb, góra Nebo, góra Synaj, Nazaret, Betlejem, Jerozolima (zwłaszcza Wieczernik), Góra Błogosławieństw, Góra Tabor, Cezarea Filipowa, Damaszek i Ateny. Papież napisał, że To skupienie uwagi na Ziemi Świętej jest ze strony chrześcijan nieodzownym przejawem pamięci, a zarazem ma wyrażać szacunek dla głębokiej więzi, jaka łączy ich z narodem żydowskim, z którego Chrystus wywodzi się według ciała. Wyraził nadzieję, że pielgrzymki staną się sposobnością do spotkań z wyznawcami islamu, jak również, że zostanie przyjęty jako pielgrzym i brat nie tylko przez przedstawicieli wspólnot katolickich, ale też innych kościołów chrześcijańskich. W końcowej części zachęcił: Mówię do wszystkich: wyruszmy w drogę śladami Chrystusa!